# Josef Gassner (Politiker, 1890)
Josef Gassner (* 26. Juli 1890 in Sigmundsherberg; † 22. August 1969 ebenda) war ein österreichischer Eisenbahnschaffner und Politiker (SPÖ). Gassner war Abgeordneter zum Landtag von Niederösterreich und Mitglied des Bundesrates.

## Leben
Gassner besuchte die Volks- und Bürgerschule und trat danach in den Dienst der Österreichischen Bundesbahnen. Er wurde 1910 Vertrauensmann und leistete 1918 den Militärdienst ab. 

## Politik
Gassner war von 1918 bis 1934 Gemeinderat in Sigmundsherberg. Er war vom 20. Mai 1927 bis zum 17. Februar 1934 Mitglied des Bundesrates. Er verbrachte die Jahre 1934 bis 1936 nach der Niederschlagung der Februarkämpfe in Haft. Gassner war 1938 und 1944 neuerlich inhaftiert. 
Nach dem Zweiten Weltkrieg wurde Gassner zum Bezirksparteivorsitzenden gewählt und war von 1945 bis 1962 Bürgermeister von Sigmundsherberg. Nachdem er bereits zwischen dem 11. Mai 1921 und dem 20. Mai 1927 Abgeordneter zum Niederösterreichischen Landtag gewesen war, vertrat er die SPÖ zwischen dem 12. Dezember 1945 und dem 6. November 1954 erneut in diesem Gremium. 